# Al-Qaïda dans le sous-continent indien
Pour un article plus général, voir Al-Qaïda.
Al-Qaïda en guerre sainte dans le sous-continent indien (en arabe جماعة قاعدة الجهاد في شبه القارة الهندية (Jamā‘at Qā‘idat al-Jihād fī Shibh al-Qārat al-Hindīyah), littéralement « Organisation de la Base pour la guerre sainte dans le sous-continent indien » ; en anglais Qaedat Al-Jihad in the Indian Subcontinent), usuellement abrégé en al-Qaïda dans le sous-continent indien (en anglais al-Qaeda in the Indian Subcontinent, AQIS), est une branche d'Al-Qaïda opérant dans le sous-continent indien. Sa création est annoncée le 3 septembre 2014 dans une vidéo par Ayman al-Zawahiri.

## Histoire
Son objectif affiché est la restauration d'un califat au Myanmar, au Bangladesh et dans certaines parties de l'Inde. Dans la vidéo, Zawahiri affirme que la mission de l'organisation est de « lever le drapeau de la guerre sainte, rétablir la loi islamique, et instaurer la charia d'Allah à travers le sous-continent indien, qui faisait auparavant partie des terres musulmanes, jusqu'à ce que l'ennemi infidèle l'occupe, le fragmente et le divise ».  
Elle est constituée par le regroupement de moudjahidine issus du sous-continent indien. Les combattants réunis sont menés par le Pakistanais Assim Omar. Le commandement central d'Al-Qaïda chercherait également à tirer profit du retrait programmé des troupes américaines d'Afghanistan pour établir ses positions dans la région.
Le 31 octobre 2015, Ahmedur Rashid Chowdhury, un écrivain bangladais, est attaqué par des agresseurs armés de machettes,,. Ansar Al Islam a revendiqué la responsabilité. Chowdhury est hospitalisé dans un état critique.
En décembre 2022, les États-Unis rajoutent Osama Mehmood (ou Mahmood), l'émir d'AQIS, Atif Yahya Ghouri, le vice-émir et Muhammad Maruf à la liste des Specially Designated Global Terrorist.